# 일본의 포르노그래피

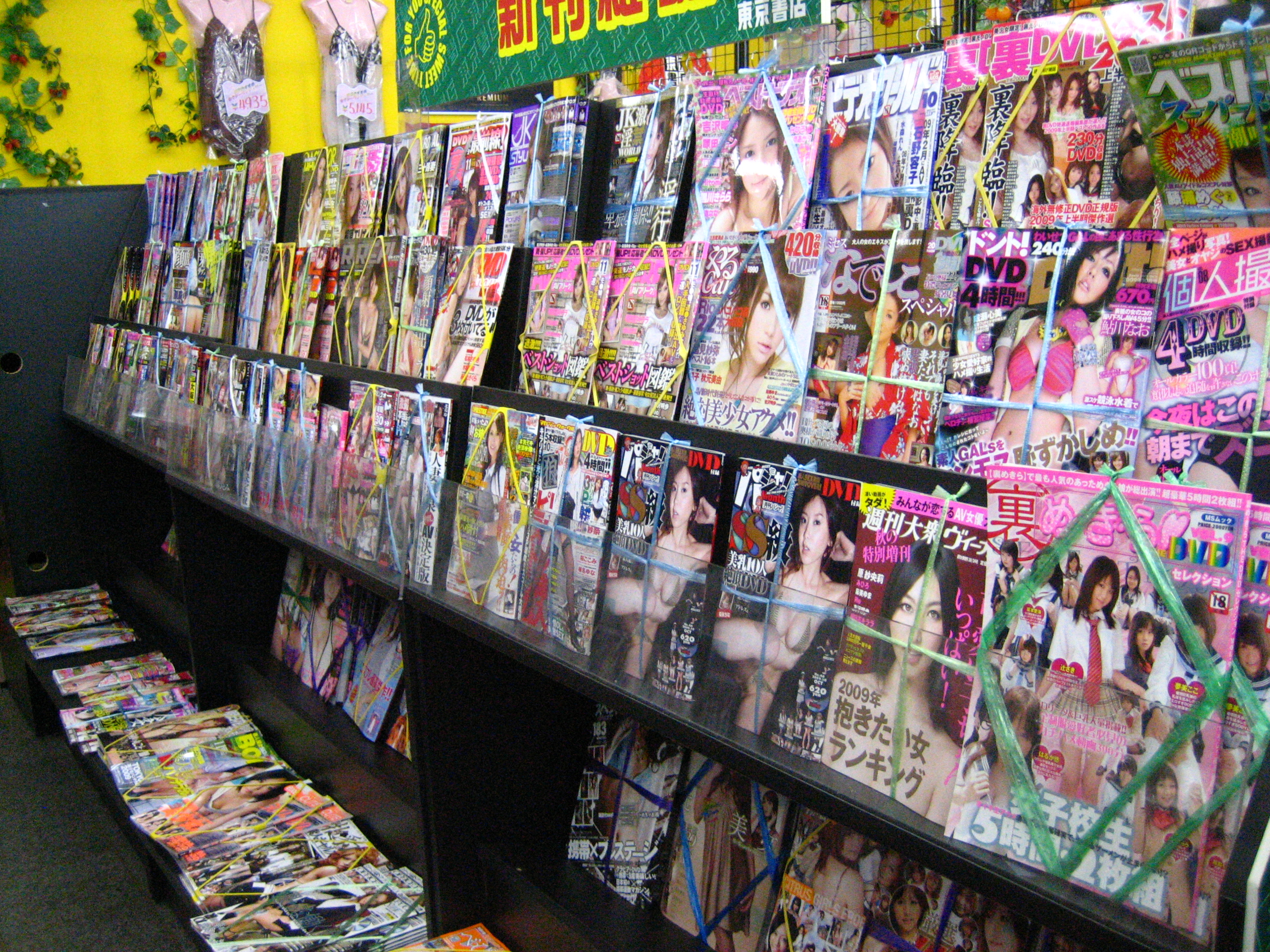
일본의 선반에 놓여있는 포르노그래피 잡지 (2009년)

일본의 포르노그래피는 서부권의 포르노그래피와 쉽게 구별되는 고유한 특징이 있다. 포르노그래피 영화들은 일본에서 어덜트 비디오(adult video, 약칭 AV), 즉 일본 어덜트 비디오(Japanaese adult videos), 약칭 JAV라고 부르며 이는 일본의 포르노그래피 영화 산업을 가리킨다. 애니메이션 영화들은 영어로는 헨타이로 호칭되지만 일본에서는 성인 애니메, 에로 애니메 등의 용어가 사용된다. 실제 배우들을 장식한 포르노그래피 동영상과 잡지뿐 아니라 지금은 일본 만화, 일본의 애니메이션, 에로게(PC 및 게임 콘솔 게임) 분류가 있다.
일본의 성과 문화의 관점을 반영하는 일본의 포르노그래피는 다양한 스펙트럼의 이성애, 동성애, 트랜스젠더 성행위, 고유한 페티시와 성도착을 다룬다. 20세기 초부터 에로틱한 스토리와 우키요에를 기점으로 일본의 포르노그래피는 구별된 하위 분류들로 발전했다. 부분적으로는 검열과 관련한 일본의 법의 우회를 시도하면서 특정 페시티를 충족시키는 등 배우와 제작자들은 서부권 포르노그래피에서는 역사적으로 관찰되지 않거나 드물게 묘사되던 주제를 다룬다. 붓카케, 정액 마시기, 오모라시(오줌 마시기), 촉수성애증 등은 일본의 몇 안 되는 고유한 에로티카 장르들이다. 로리콘과 쇼타콘은 일본 안팎에서 아동 보호, 자유 발언, 사회 도덕과 관련한 주된 문제거리가 되고 있다.
20세기 초부터 일본 형법은 음란한 소재에 관한 조항이 있으므로 합법적으로 제작되는 모든 포르노그래피는 남성배우와 여성배우의 성기를 검열 처리해야 한다. 이러한 유형의 검열은 헨타이 만화, 비디오 게임, 애니메이션의 그래픽으로 확장해 나간다. 1990년대 중반까지 모든 털의 묘사가 검열되었다. 항문의 경우 접촉 또는 삽입 시에만 검열된다. 가슴과 젖꼭지는 검열되지 않는다. 검열 가이드라인을 따르기 위해 모자이크 처리가 흔히 사용된다.

## 하위 장르
- 로리콘
- 쇼타콘
- 야오이
- 장미 (장르)
- 백합 (장르)

## 장르
- 붓카케
- 오쟁이 진 남편
- 후타나리
- 정액 마시기
- 그룹 섹스
  - 갱뱅
- 하메도리
- 이인종간 행위
- 긴바쿠
- 게이
- 레즈비언
- 로션 플레이
- 성적 페티시즘
  - 발 페티시즘
- 노출증
- 불알 고문
- 관음증

## 기업 및 인물

### 잡지
- 주간 플레이보이(슈에이샤)
- 우레코
- 비디오 보이

### 출판사
- 코어 매거진
- 후타바샤
- 신초샤
- 와니 북스
- 와니매거진

### 스튜디오
- 앨리스 JAPAN
- 아틀라스21
- 어태커스
- 크리스탈-에이조우
- 도그마
- 드림룸 프로덕션
- 글로리 퀘스트
- h.m.p.
- 호쿠토
- 핫 엔터테인먼트
- 아이디어 포켓
- 재팬 홈 비디오
- KMP
- 쿠키
- 마돈나
- 매스-A
- 밀리언 필름
- MOODYZ
- 무테키
- S1 NO.1 STYLE
- 섹시A
- 소프트 온 디맨드
- 토탈 미디어 에이전시
- V&R 플래닝
- 완즈 팩토리

### 인물
- 이지마 아이
- 카나자와 분코
- 초코볼 무카이
- 오자와 마리아
- 아오이 소라
- 아이다 유아
- 요시자와 아키호

## 같이 보기
- 어덜트 비디오의 역사
- 영화윤리위원회
- 일본 비디오 윤리협회
- 엣치
- 일본의 성매매
- 성산업

## 참고 문헌
- Berry, Paul (2004). “Rethinking Shunga: The Interpretation of Sexual Imagery of the Edo Period”. 《Archives of Asian Art》 (Brepols, for the Asian Society) 54: 7–22. doi:10.1484/aaa.2004.0002. ISSN 0066-6637. JSTOR 20111313. OCLC 486236671.
- Constantine, Peter (1993). 《Japan's Sex Trade: A Journey Through Japan's Erotic Subcultures》. Tokyo: Yen Books. ISBN 978-4-900737-00-6.
- Ferrari, Paige (March 2015). “Meet the Hardest Working Man in Porn”. 《Details》. 2015년 9월 28일에 원본 문서에서 보존된 문서. 2015년 4월 17일에 확인함.  The current status of live-action Japanese pornography.
- Fornander, Kjell (July 1992). “A Star is Porn”. 《Tokyo Journal》 (130). 2012년 8월 5일에 확인함. An overview of the Japanese pornographic film and video industry.
- James (2006년 1월 31일). “Why is Japanese Porn Censored?”. Japan Probe. 2006년 5월 15일에 원본 문서에서 보존된 문서. 2012년 8월 5일에 확인함.
- Weisser, Thomas; Mihara Weisser, Yuko (1998). 《Japanese Cinema Encyclopedia: The Sex Films》. Miami: Vital Books. ISBN 978-1-889288-52-9.